# 4 mai 1990
Le vendredi 4 mai 1990 est le 124e jour de l'année 1990.

## Naissances
- Irina Falconi, joueuse de tennis américaine professionnelle
- Ignacio Camacho Barnola, footballeur international espagnol
- Bram Nuytinck, footballeur néerlandais
- David Hasler, footballeur liechtensteinois
- Shunki Takahashi, footballeur japonais
- Félix Sévigny, planchiste (snowboardeur) canadien
- Ana Maria Grigoriu, joueuse roumaine de volley-ball

## Décès
- François Houang (né le 4 septembre 1911), prêtre oratorien, philosophe, théologien franco-chinois
- Emily Remler (né le 18 septembre 1957), guitariste de jazz américaine

## Autres événements
- La république socialiste soviétique de Lettonie accède à l'indépendance
- La république socialiste soviétique d'Ouzbékistan accède à l'indépendance
- Nomination du gouvernement Lunda Bululu au Zaïre
- Fin du Championnat du Koweït de football 1989-1990
- Louhansk retrouve son nom d'origine
- Le site castral de Lorentzen est l'objet d'une inscription au titre des monuments historiques
- Sortie américaine du film Attache-moi !